# Mickey Shuler Jr.
Mickey Charles Shuler Jr. (Lido Beach, 9 ottobre 1986) è un giocatore di football americano statunitense che gioca come tight end nella National Football League. Fu scelto nel corso del settimo giro (214º assoluto) del Draft NFL 2010 dai Minnesota Vikings. Al college giocò a football alla Pennsylvania State University.

## Carriera professionistica

### Minnesota Vikings
Shuler fu scelto nel corso del settimo giro del Draft 2010 dai Vikings. Il 26 luglio firmò un contratto quadriennale per un totale di 1,85 milioni di dollari. Dopo non essere mai sceso in campo, il 22 settembre venne svincolato.

### Miami Dolphins
Dopo due giorni, Shuler firmò coi Miami Dolphins. Debuttò nella NFL il 4 ottobre contro i New England Patriots. Concluse la stagione con s2 ricezioni per 44 yard in 6 partite. Il 3 settembre 2011 venne svincolato.

### Ritorno ai Vikings
Il 29 novembre 2011 firmò con la squadra d'allenamento dei Vikings. Il 26 dicembre venne promosso nel roster attivo, ma non giocò alcuna partita. Il 31 agosto 2012 venne svincolato.

### Oakland Raiders
Il 15 ottobre firmò con la squadra di allenamento degli Oakland Raiders, terminando la stagione regolare tra le sue file. Il 2 gennaio 2013 firmò un contratto di 480.000 dollari. Il 13 maggio venne svincolato.

### Buffalo Bills
Il giorno seguente, Shuler firmò coi Buffalo Bills. Il 27 luglio 2013 venne svincolato.

### Arizona Cardinals
Il giorno successivo all'addio ai Bills, Shuler passò agli Arizona Cardinals, da cui fu svincolato un mese dopo.

### Atlanta Falcons
Il 1º settembre 2013, Shuler firmò con gli Atlanta Falcons, con cui non scese mai in campo e da cui fu svincolato dopo il training camp 2014.

### Jacksonville Jaguars
Poico dopo, Shuler firmò coi Jacksonville Jaguars, riuscendo ad entrare nei 53 uomini del roster per l'inizio della stagione regolare.

## Statistiche
| Partite totali         | 10 |
| Partite da titolare    | 3  |
| Yard su ricezione      | 44 |
| Touchdown su ricezione | 0  |

Statistiche aggiornate alla stagione 2015

## Famiglia
Il padre di Shuler, Mickey Sr., giocò anch'egli nella NFL come tight end venendo convocato per due Pro Bowl negli anni ottanta con i New York Jets.